# Rosalie M. Emslie
Pour les articles homonymes, voir Emslie.
Ne doit pas être confondu avec Rosalie Emslie.
Rosalie Maria Emslie, née Watson le 12 mars 1854 à St Pancras (Londres) et morte le 8 janvier 1932 à Otford, est une peintre miniaturiste britannique.

## Biographie
Elle étudie à la Royal Academy Schools et rencontre à Londres Alfred Edward Emslie qu'elle épousera. 
Elle expose à Londres, entre autres, à la Royal Academy et à la Royal Watercolour Society. 
Ses œuvres sont conservées au Victoria and Albert Museum ainsi qu'à la Royal Society of Miniature Painters, Sculptors and Gravers (en). 